# Lijst van universiteiten in Oekraïne
Dit is een lijst van universiteiten in Oekraïne.
- Universiteit van Charkov
- Nationale Economie Universiteit Kiev
- Nationale Ivan Franko-universiteit van Lviv
- Nationale Universiteit voor Handel en Economie Kiev
- Nationale Universiteit Kiev-Mohyla Academie
- Nationale Vassijl-Karasin-Universiteit Charkov
- Nationale Taras Sjevtsjenko-universiteit van Kiev
- Nationale Medische Ivan Gorbatsjevskii-universiteit van Ternopil
- Nationale Pedagogisch Volodymyr Gnatjoek-universiteit van Ternopil
- Nationale Technisch Ivan Puluj-universiteit van Ternopil
- Oekraïense Katholieke Universiteit
- West-Oekraïens Nationale Universiteit